# Verderame (pigmento)

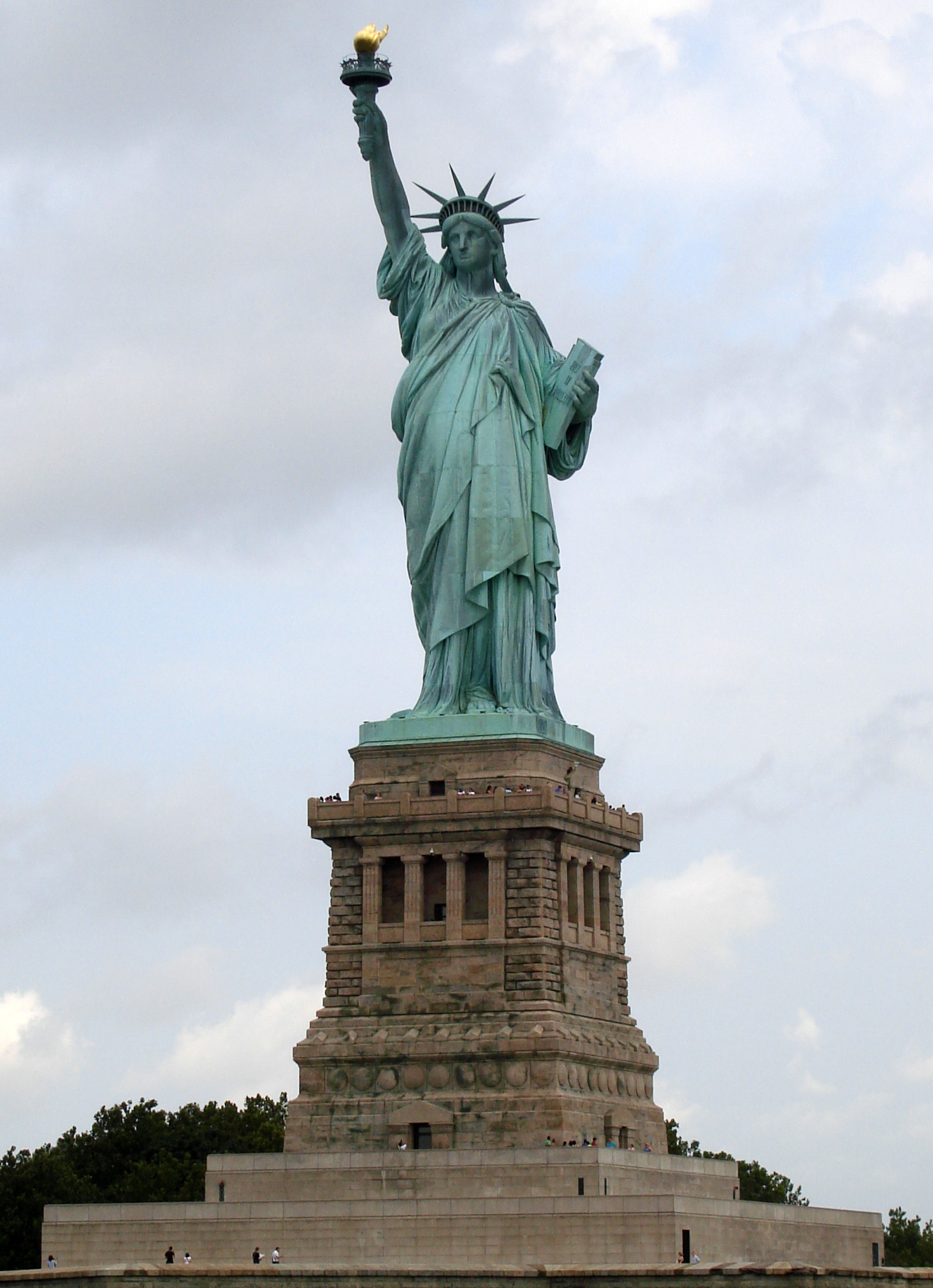
La Statua della Libertà presenta un rivestimento di rame che ha assunto questa colorazione a causa della prolungata esposizione alle piogge e alla vicinanza con il fiume

Verdigris o verderame è il nome comune per un pigmento verde ottenuto attraverso l'applicazione di acido acetico su lastre di rame, o la naturale patina formata quando rame, ottone o bronzo vengono logorati ed esposti all'aria o all'acqua di mare per un lungo periodo.

## Etimologia
Il nome inglese verdigris deriva dal Middle English vertegrez, dall'antico francese verte grez, un'alterazione di vert-de-Grèce ("verde di Grecia"). La moderna grafia francese del termine è vert-de-gris.

## Composizione
È solitamente un carbonato rameico basico, ma vicino al mare diventa un cloruro rameico. Se l'acido acetico è presente durante il tempo di alterazione, il risultato può essere composto di acetato rameico.

## Preparazione
Veniva originariamente preparato ponendo lastre di rame in una pentola sigillata contenente aceto caldo fino a che non si formava una incrostazione verde sul rame.

## Usi
È utilizzato come fungicida o come catalizzatore nelle reazioni organiche.
Viene usato anche come pigmento nella pittura,  fin dai tempi dell'antica Grecia.

## Nomi alternativi
- Aeruca o Aerugo[7]
- Cristalli di Venere[8]
- Verdetto cristallizzato[8]
- Verde eterno[8]
- Verde di Grecia[4]
- Viride ranum[8]